# Torriana
Torriana település Olaszországban, Emilia-Romagna régióban, Rimini megyében.  Torriana Borghi, Novafeltria, Poggio Berni, San Leo, Sogliano al Rubicone és Verucchio községekkel határos.

## Népesség
A település lakossága az elmúlt években az alábbi módon változott: